# گالیلئو گالیله
گالیلئو دی وینچنزو بُونایوتی دِ گالیلِی (ایتالیایی: [ɡaliˈlɛ:o ɡaliˈlɛi]؛ ۱۵ فوریهٔ ۱۵۶۴ – ۸ ژانویهٔ ۱۶۴۲) مشهور به گالیله، اخترشناس، فیزیک‌دان و مهندس ایتالیایی اهل پیزا بود که برخی نیز او را یک همه‌چیزدان می‌دانند.
گالیله، پدر اخترشناسی رصدی، پدر روش علمی و پدر علم مدرن لقب یافته‌است.
شهرت گالیله، بیشتر به دفاع علمی‌اش از مدل کوپرنیک برمی‌گردد. کوپرنیک، پیش‌از گالیله گفته‌ بود که خورشید به گرد زمین نمی‌چرخد. رد مدل زمین‌مرکزی کلیسا، که صدها سال همچون سخنی آسمانی تلقی می‌شد، به محکوم‌ شدن گالیله در دادگاه تفتیش عقاید انجامید، و اگر توبه نکرده‌ بود، چه‌بسا زنده در آتش سوزانده می‌شد. گالیله با تلسکوپی که خود ساخته بود به رصد آسمان‌ها می‌پرداخت و جزئیات سطح ماه را می‌دید و بررسی می‌کرد. در زمانه او چنین می‌پنداشتند که برای ادامه حرکت جسم، نیرو لازم نیست اما او با آزمایشی نشان داد که چنین نیست که بعدها به قانون اول نیوتن انجامید.

## زندگی
گالیله ۱۵ فوریه ۱۵۶۴ در پیزای ایتالیا زاده‌شد. پدرش، وینچنزو (Vincenzo Galilei) از موسیقی‌دانان نام‌دار ایتالیا بود. گالیله، پنج خواهر و برادر داشت.
نخست قرار بود در کلیسا به کشیش شدن بپردازد اما پدرش وی را به تحصیل پزشکی در دانشگاه پیزا فرستاد. گالیله پزشکی نیاموخت، اما به ریاضیات پرداخت و به آن علاقه‌مند شد، طوری‌که ۱۵۸۸، استاد ریاضیات در همان دانشگاه شد.
سه سال بعد به دانشگاه پادوا رفت و به تدریس هندسه، مکانیک و نجوم پرداخت. او تا ۱۶۱۰، آموزش و پژوهش را در این دانشگاه ادامه داد و بیشترین دستاوردهای علمی و تحقیقاتی‌اش در همین دوره‌ بود.
گالیله کاتولیک بود. او با مارینا گامبا رابطه داشت و گرچه با او ازدواج نکرد، از او دارای دو دختر و یک پسر شد. پسر گالیله که در اواخر عمرش با او زندگی می‌کرد و یکی از زندگی‌نامه‌نویس‌های گالیله هم بود، همواره او را به‌سبب این‌که با مادرش ازدواج نکرد، سرزنش می‌کرد. البته گالیله بااین‌که با مارینا گامبا ازدواج نکرد، وظایف همسری را درباره او و وظایف پدری را درباره فرزندانش به‌خوبی به‌جا می‌آورد. او چنان متعهد بود که از برادرش هم حمایت می‌کرد.
گالیله، ۸ ژانویه ۱۶۴۲، در ۷۷سالگی درگذشت. او در فیزیک، نجوم، ریاضیات و فلسفه علم چیره بود.

## محاکمه در کلیسا

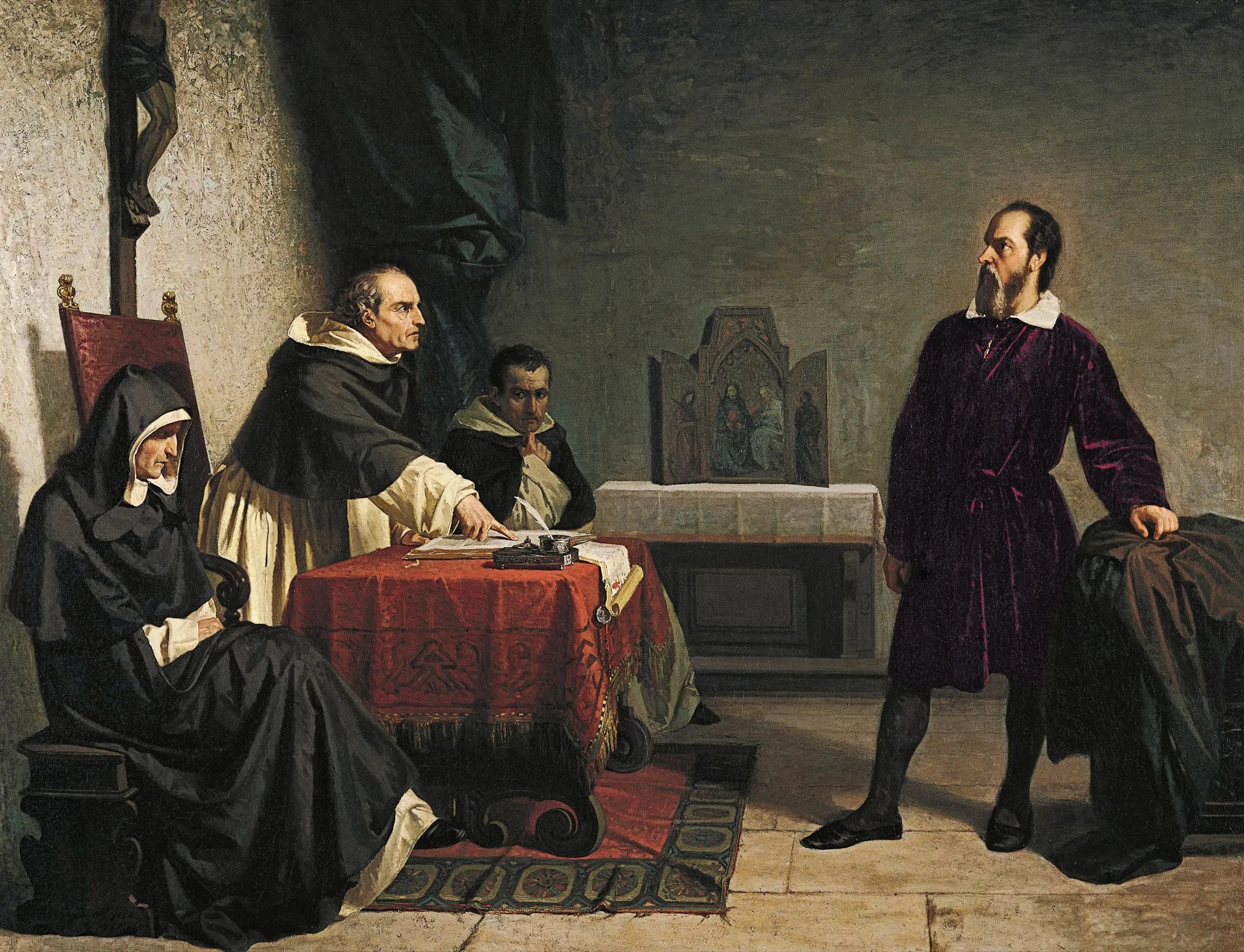
گالیله در دادگاه تفتیش عقاید

۱۶۱۰، انتشار یافته‌های علمی گالیله در تأیید مدل کوپرنیک درباره ساکن نبودن زمین و گردش آن به دور خورشید باعث شد تا او از سوی کلیسا  بازجویی و تفتیش عقاید شود. این مدل با دیدگاه ارسطو، که کلیسا حامی‌اش بود، هم‌خوان نبود. امروزه چندین نظر درباره آن مطرح شده؛ از جمله چند تئوری‌ توطئه و رابطه گالیله با پاپ. شاید مهم‌ترین نظر، این باشد که خود کوپرنیک با چنین برخورد شدیدی روبه‌رو نشد و کلیسا سال‌ها پس‌از مرگ کوپرنیک، و با این‌که او مشهور بود، مدل خورشیدمرکزی او را ارتداد خواند.  به‌هرحال گالیله، پس‌از قرن‌ها که آسمان با چشم بی‌یاور دیده می‌شد، و با تشویق همگان به تماشای آسمان با تلسکوپ، بر این بود که باید کلیسا را از گمراهی رهاند. او حتی در تلاش بود تا الهیاتی را پیش نهد که با آن، مدل خورشیدمرکزی کوپرنیک با کتاب مقدس هم‌خوان شود. کلیسا گالیله را در انتخاب یکی از دو راه‌ سوختن در آتش یا توبه آزاد گذاشت:
در هفتادمین سال زندگی‌ام، در برابر شما اربابان دین و دنیا زانو زده‌ام و درحالی‌که کتاب مقدس را در آغوش می‌فشارم اعلام می‌کنم که ادعایم بر چرخش زمین به‌ گرد خورشید، از مستی بوده و سراسر اشتباه و دروغ است.
او توبه کرد و شش سال بعد از دانشگاه و تدریس نجوم اخراج شد و تا سال‌ها مجبور بود برای نشان‌دادن وفاداری‌اش به نظریهٔ زمین‌مرکزی، مرتب در کلیسا حاضر شود.
گالیله، هشتم ژانویه ۱۶۴۲، حدود صد سال پس از مرگ کوپرنیک، درگذشت.
۱۹۶۹، پس از فرود انسان روی ماه، پاپ ژان پل دوم به بررسی دوباره پرونده ارتداد گالیله دستور داد و ۱۹۹۲، کلیسای کاتولیک اعلام کرد که گالیله را بخشیده‌ است، بی‌آن‌ که عذر خواهد و اذعان کند که اشتباه کرده که یک دانشمند را به تأیید یک مدل غلط واداشته و این‌که همیشه زمین و دیگر سیارات به دور خورشید می‌چرخیده‌اند و ما انسان‌ها چند هزار سال در اشتباه بوده‌ایم.

## دستاوردها

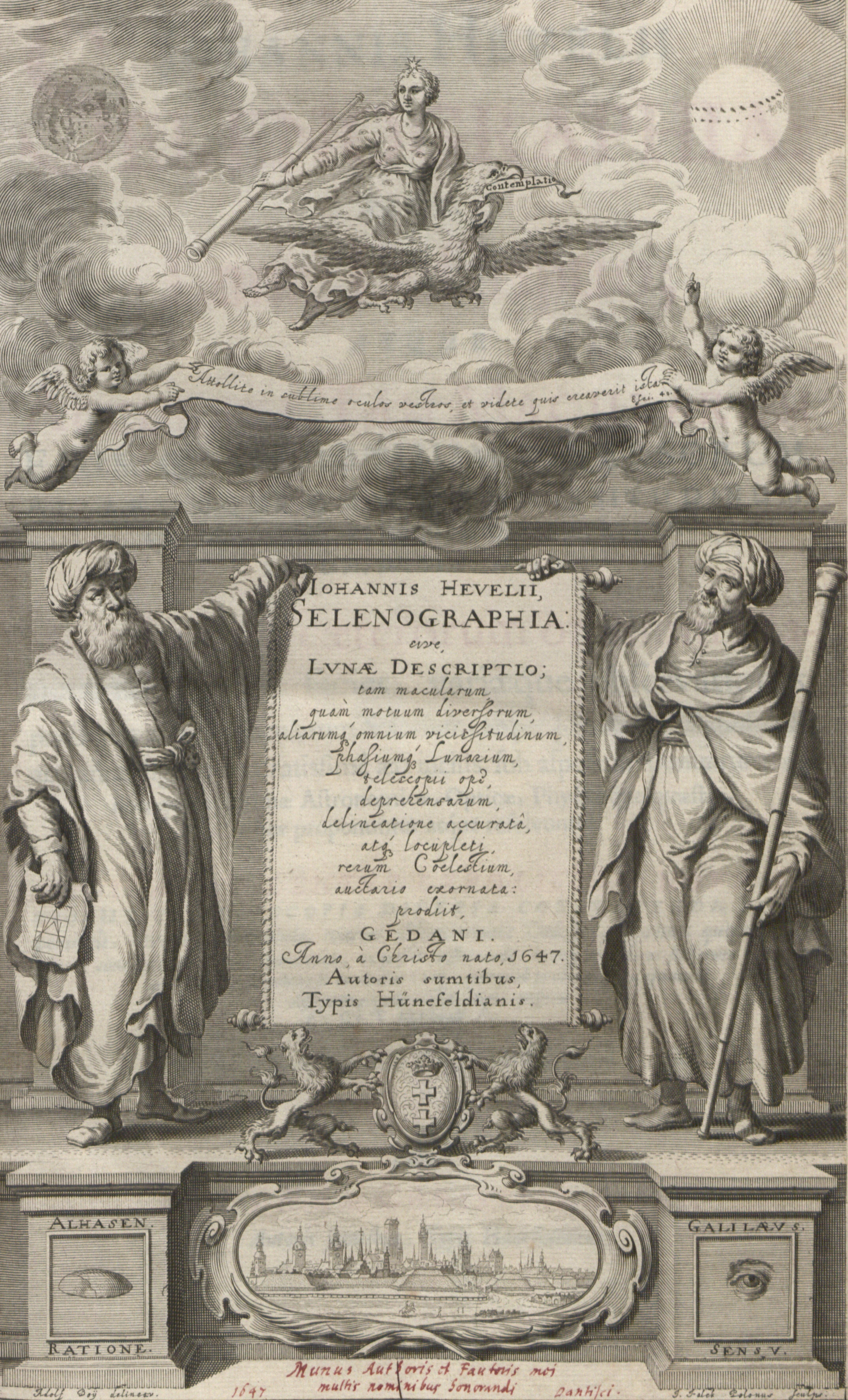
گالیله (راست) نماینده حواس در کنار ابن هیثم نماینده عقل از کتاب سلنوگرافی (نقشه‌برداری علمی از ماه) یوهانس هفلیوس (ستاره‌شناس لهستانی قرن 17 میلادی که به عنوان پدر توپوگرافی ماه شناخته می شود).

گالیله در پیدایش شیوه علمی سنجش و بررسی نقش مهمی داشت. به باور گالیله، یکی از برجسته‌ترین دانشمندان رنسانس در آغاز قرن ۱۶، بدون ابزار شناخت علمی نمی‌توان به علم دست یافت. او معتقد بود که «برای شناخت علمی، به‌جای گمانه‌زدن باید اندازه گرفت و سنجید. نیز باید کوشید آن‌چه را که نمی‌توان اندازه گرفت، قابل اندازه‌گیری کرد» او همچنین نوشت که «قانون طبیعت به زبان ریاضیات نوشته شده‌است» روش علمی تازه، نخستین گام اساسی بشر به‌ سوی کشف یک دنیای تازه بود و راه را برای انقلاب علمی و فنی و اختراعات تازه و دگرگون‌ساز گشود.
- برخی گالیله را مخترع تلسکوپ می‌دانند. گالیله، بهار ۱۶۰۹ در بازدید از ونیز، چیزهایی درباره یک هلندی به نام هانس لیپرهای شنید که عینک‌ساز بود و به بزرگ‌نمایی دو عدسی همگرای روی هم پی برده‌بود. گالیله از این اختراع شگفت‌زده شد و مشتاق بود ببیند که چگونه کار می‌کند. وقتی به خانه برگشت تلاش کرد ابزاری بسازد که اجرام آسمانی را چند برابر بزرگ‌تر بنمایاند. او از دو عدسی عینک استفاده کرد، عدسی مقعر و محدب. او هر دو عدسی را دو سر لوله فلزی بلندی قرار داد وقتی از سمت عدسی مقعر به درون لوله می‌نگریست، چیزها را چند برابر بزرگ‌تر می‌دید. گالیله اختراعش را با خود به ونیز آورد و آن را به علاقه‌مندان نشان می‌داد. خبر اختراع تلسکوپ همه‌جا پیچید. مردم به دیدار گالیله می‌رفتند تا تلسکوپ را ببینند. لئوناردو دیوادتی که دوک ونیز بود، گالیله را باخبر کرد که سنای ایتالیا به اختراعش علاقه‌مند شده‌ است. گالیله دریافت که اگر تلسکوپ را به دوک تقدیم کند، کار پسندیده‌ای کرده‌ است. پس‌از تقدیم آن، از گالیه خواستند که پیش از ترک سنا در سرسرا منتظر بماند. سنا چنان از آن مشعوف شده‌ بود که درجا تصمیم گرفت به او استادی دائم و ۱۰۰۰ فلورین حقوق دهد که از ۵۲۰ فلورین که پیش‌تر می‌گرفت، بسیار بیشتر بود.[۱۳]

به‌ سبب انگیزه‌های دینی و سیاسی، بسیاری از دستاوردهای دیگر دانشمندان به گالیله نسبت داده شد.
۱۶۰۹ شایع شد که در سوئیس با ترکیب عدسی‌ها، وسیله‌ای برای دیدن چیزهای دوردست اختراع کرده‌اند. او همان سال، نخستین تلسکوپ‌ش را با ترکیب چند عدسی ساخت که گرچه بزرگ‌نمایی کمی داشت، با آن مشاهدات علمی فراوانی کرد.
- گالیله نخستین کسی بود که چهار ماه، مشتری را رصد کرد.
- با رصد راه شیری، گالیله دریافت که شمار ستارگان‌ش بیش از آن است که شمردنی باشد.
- گالیله نخستین کسی بود که جزئیات سطح ماه را با تلسکوپ مشاهده و ثبت کرد. وی همچنین دریافت که نور ماه، حاصل انعکاس نور خورشید است و از خودش نیست.[۱۵]
- گالیله با آزمایشی مشهور بر فراز برج پیزا ثابت کرد سرعت سقوط آزاد اجسام از ارتفاع به وزن آن‌ها بستگی ندارد.